# Cedar Township (comté de Boone, Missouri)
Cedar Township est un township du comté de Boone dans le Missouri, aux États-Unis,. En 2010, le township comptait une population de 4 190 habitants. Fondé en 1821, il est baptisé en référence à la rivière Cedar Creek (en).

## Source de la traduction
- (en) Cet article est partiellement ou en totalité issu de l’article de Wikipédia en anglais intitulé « Cedar Township, Boone County, Missouri » (voir la liste des auteurs).